# Kistapolca
Kistapolca là một thị trấn thuộc hạt Baranya, Hungary. Thị trấn này có diện tích 3,57 km², dân số năm 2010 là 202 người, mật độ 57 người/km².